# خوسيه ماريا دي ماركو بيريز
خوسيه ماريا دي ماركو بيريز (بالإسبانية: José María de Marco Pérez)‏ هو مجدف إسباني، ولد في 23 يونيو 1963 في إشبيلية في إسبانيا.

## وصلات خارجية
- خوسيه ماريا دي ماركو بيريز على موقع الاتحاد الدولي للتجديف (الإنجليزية)
- خوسيه ماريا دي ماركو بيريز على موقع أوليمبيديا (الإنجليزية)